# La Limonaia
La Limonaia Scienza Viva è stata un'associazione senza fini di lucro, situata in palazzo Ruschi, in vicolo del Ruschi 4, a Pisa.
Lo scopo dell'Associazione è stata la diffusione della cultura scientifica e tecnologica nella società civile attraverso un'azione di promozione e di coordinamento delle iniziative rivolte alla divulgazione e alla valorizzazione di quest'ultima sul territorio finanziate od organizzate da enti locali, istituti universitari ed enti di ricerca, scuole di ogni ordine e grado, e cittadinanza.

## Storia

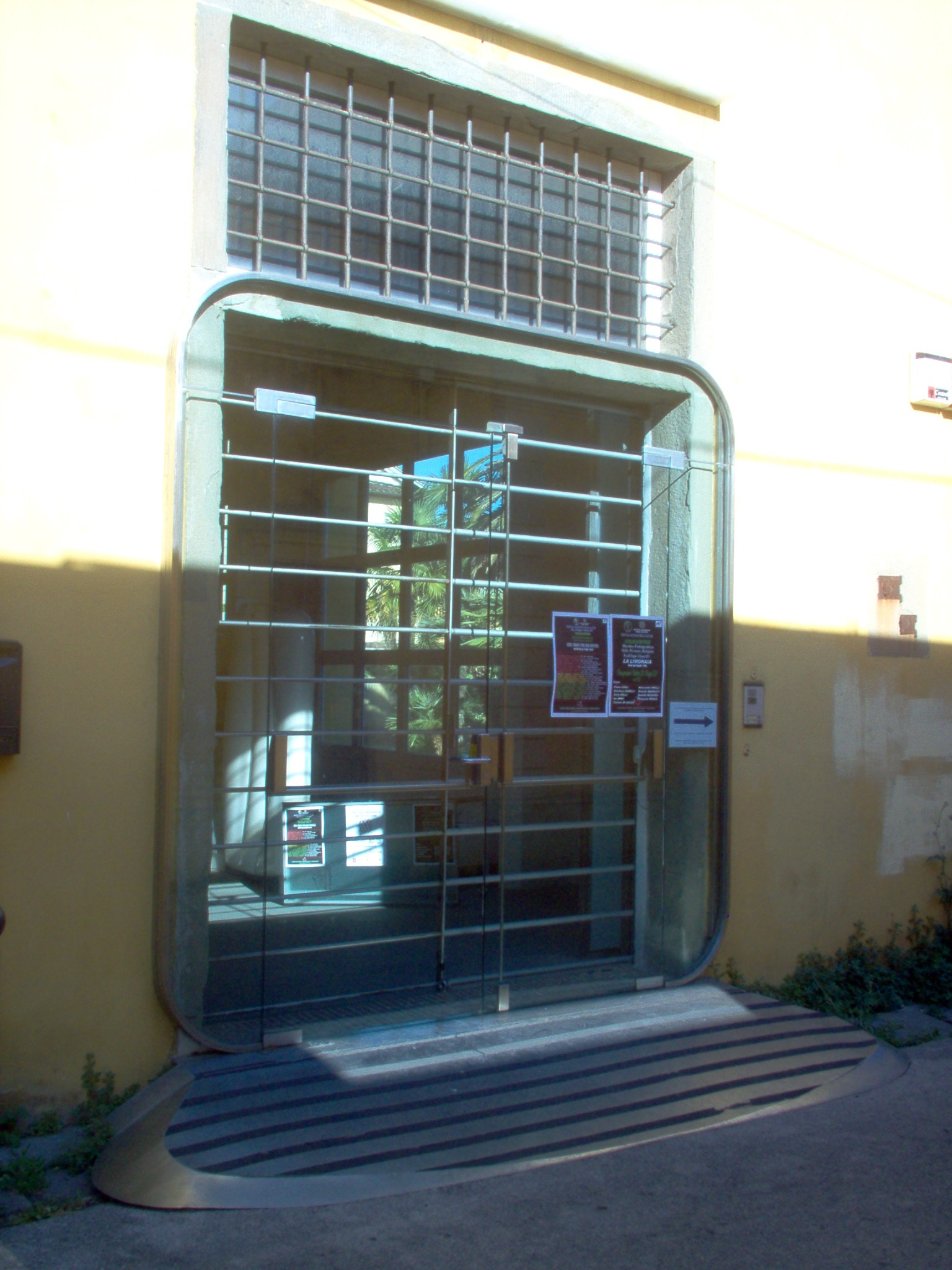
Ingresso dell'associazione in vicolo del Ruschi

L'associazione culturale La Limonaia è un'associazione nata nel 1997 a Pisa per iniziativa della amministrazione provinciale, che ha poi mutato il nome La Limonaia Scienza Viva nel 2007. La fondazione dell'associazione permise alla provincia di qualificare come spazio espositivo la struttura detta "limonaia" di palazzo Ruschi, all'epoca dismessa dalla azienda HP dopo essere stata ristrutturata.
Fra i suoi primi soci vi furono il Comune di Pisa, la Provincia di Pisa, la Scuola Normale Superiore, la Scuola Superiore Sant'Anna, i Comuni di Buti, Cascina, Peccioli, Vicopisano e Volterra.
Nella realizzazione del suo scopo l'associazione si è poi proposta di allargare il proprio campo di azione dalla provincia di Pisa ai territori delle province limitrofe, coinvolgendo tutti i soggetti interessati a partecipare. Hanno quindi in seguito aderito nuovi soci quali la Provincia di Livorno, i Comuni di Pomarance e di Montecatini Val di Cecina, la Comunità montana dell'Alta Val di Cecina.
Per svolgere le sue attività l'associazione ha sviluppato una rete di rapporti con altre istituzioni quali la Regione Toscana, l'Ente Parco naturale di Migliarino, San Rossore, Massaciuccoli, l'ANISN (Associazione Nazionale Insegnanti di Scienze Naturali), il CNR e l'INFN.
Il suo comitato scientifico ha incluso al dicembre 2011 anche personalità esterne all'area pisana.
L'11 dicembre 2013 a causa dei mancati finanziamenti della provincia di Pisa e del rifiuto di altri di aumentare il proprio contributo finanziario, l'associazione viene messa in liquidazione e chiuse definitivamente ogni attività divulgativa.

## I destinatari ed i servizi alla comunità
L'associazione organizza o offre consulenza per eventi culturali di valenza generale o mirati a specifiche esigenze, mettendo a disposizione la propria rete di contatti, i propri spazi espositivi e congressuali e la propria videoteca ricca di oltre un centinaio di documentari e film scientifici visibili su prenotazione, alcuni dei quali prodotti dalla stessa associazione, ad uso di scuole o altri eventi sul territorio nazionale, e vincitori di premi nazionali.
Essa ha ospitato nel corso degli anni molte manifestazioni riguardanti per esempio la divulgazione, la comunicazione e l'illustrazione scientifica in generale, le biografie di scienziati (in particolare quelli legati alla realtà pisana quali Leonardo Fibonacci, Galileo Galilei, Federico Enriques, Vito Volterra e Enrico Fermi, ma non solo), la matematica, l'ecologia e le politiche energetiche, la chimica, l'astronomia, la botanica, la geologia e la vulcanologia, la linguistica, l'archeologia, l'informatica, la robotica, la microscopia. Nei suoi locali sono anche presentati molti prodotti editoriali di recente pubblicazione ed esposizioni di opere d'arte.
Hanno particolare rilevanza cicli di eventi annuali quali la "Notte dei ricercatori", il "calendario toscano delle settimane di cultura scientifica", o dal 1999 la rassegna uno Schermo per la Scienza, proiezione di film presentati da esperti. 
Infine essa fornisce un supporto logistico alla cittadinanza e agli istituti scolastici di tutta Italia per la presentazione delle infrastrutture di ricerca presenti sul territorio  per accedere alle occasioni culturali della città di Pisa o per la realizzazione di programmi culturali o di corsi di aggiornamento.